# Duh u oklopu (1995.)
Duh u oklopu (eng. Ghost in the Shell; jap. Kokaku Kidotai) je slavni japanski ZF anime iz 1995. kojeg je režirao Mamoru Oshii prema istoimenoj mangi iz 1991. Smatra se klasičnim primjerom ZF animea te je bio, zajedno s filmom Akira, jedan od glavnih ostvarenja odgovornih za buđenje zanimanja animea na međunarodnoj sceni. Radnja se odvija u budućnosti te vrti oko agentice kiborkinje koja hvata tajnovitog “majstora lutaka”. Kasnije je po njoj snimljena i anime serija te nastavak “Ghost in the Shell 2: Innocence”.

## Radnja
Godina je 2029. Mnogi ljudi su postali kiborzi zamijenivši neke svoje dijelove tijela umjetnim implantantima. No mozak se ne može zamijeniti (od tuda i naslov filma – oklop je mehaničko tijelo, dok je duh mozak u njemu, dakle, njegov identitet). Agentica Motoko Kusanagi je jedna od tih kiborga koja radi za policiju. Pomoću posebnog odjela joj je moguće postati nevidljiva, te se bolje približiti meti. Ubrzo, zajedno s partnerom Batoom, dobiva novi zadatak; naći tajnovitog “majstora lutaka”, hackera koji uspijeva probiti barijeru oklopa te direktno manipulirati duh nekih građana, natjeravši ih da čine zločine za njega. Isprva uspiju samo uhvatiti jednog smetlara i njegovog mentora hackera, ali otkriju da su u njih usađene samo umjetne memorije te da su bili samo kontrolirani špijuni “majstora lutaka”. 
Kusanagi i njen partner usput filozofiraju oko toga što znači biti pravi čovjek, a što kiborg. Jedne noći, žensko kiborško tijelo biva iznenada sastavljeno kod Megatecha, mjesta u kojoj je sastavljeno i Kusanagijino tijelo, te iznenada poludi, pobjegne na cestu gdje ga pregazi kamion. Sektor 9 pokupi tijelo kako bi se otkrilo zašto je oživjelo. Iako nema mozga te je potpuno mehaničko, ipak pokazuje naznake da ima duha. Onda se pojavi ministar Nakamura koji im otkrije da je Sektor 6 uspio pronaći „majstora lutaka“, uvući ga u klopku tijela tog kiborga te ga tamo zarobiti. No tada tijelo, „majstor lutaka“, oživi i preuzme zgradu, te otkrije da je kompjuterski program koji je evoluirao te dobio svijest. Tijelo uspije pobjeći, a Batoo i Kusanagi ga slijede. Kusanagi ga pronađe, te, kada Batoo uništi tenk koji ga čuva, se odluči spojiti s njim. U razgovoru između njih dvoje on uspijeva obrazložiti svoje pothvate, uvodeći u razgovor tematiku produkcije i reprodukcije, te duše i vječnog života. Duh “majstora lutaka” i Kusanagi se pomiješaju kako bi se rodio novi entitet. Upravo tada specijalci vlade pucaju na njihova tijela iz helikoptera. Kasnije, Kusanagi se probudi u Batoovoj kući u tijelu neke mlade djevojke, koju je ovaj uspio nabaviti. Napušta njegov stan objašnjavajući da joj je sada jasan smisao života.

## Glasovi
- Atsuko Tanaka - Motoko Kusanagi
- Akio Otsuka - Bato
- Tamio Oki - Šef Aramaki
- Iemasa Kayumi - Projekt 2501/”Majstor lutaka”
- Koichi Yamadera - Togusa

## Nagrade
- Osvojena nagrada na Yokohama filmskom festivalu (najbolji scenarij)
- 2 osvojena nagrade WAC (najbolja režija u animiranom filmu, film)

## Zanimljivosti
- Uvodna špica sastavljena je od brojeva koji teku u pozadini te su zapravo kompjuterski kodovi za imena ekipe filma. Ta špica je inspirirala slavni “The Matrix”.
- Kusanagi nikada ne trepne tijekom filma. Redatelj Oshii je to namjerno postavio kako bi ispala poput lutke.
- Nastavak filma, “Ghost in the Shell 2”, je bio prvi anime nominiran za Zlatnu palmu u Cannesu.

## Kritike
Kritičar Kain na siteu Animeacademy.com nije bio osobito zadovoljan filmom: “Pokušao sam voljeti ovaj anime. Zbilja sam pokušao. Pokušao sam kupiti svu tu famu stvorenu oko njega. Pokušao sam pretpostaviti da će izvanredni vizualni stil zasjeniti hladnu i bezdušnu priču, da ne spominjem likove deprivirane bilo kakve ličnosti. No nije išlo. Istina, film izgleda krasno. S produkcijskom razinom koja je jednaka animeu “Akira”, to je bilo za pretpostaviti. U tome uspijeva. Animacija je vrhunska...Svi likovi su isti te djeluju kao različite varijante iste, hladne ličnosti. Razumijem da je to bila namjera, ali dobre namjere ne stvaraju dobre animee. Ne mogu preporučiti ovaj film ikome osim onima koji vole akcijski anime. Za mene nije bilo dovoljno mesa u priči i likovima. Kako bi se slobodno izrazio, nije bilo dovoljno duha u oklopu”. S druge strane, Roger Ebert je bio vrlo zadovoljan ostvarenjem: „Film upotrebljava film noir elemente koji su česti u animeu, te njeguje neobičnu nakanu animacije za odrasle da nam daje žene koje su snažni protagonisti u središtu priče te koje su gotovo kontinuirano gole...Uživao sam u filmu zbog njegovog vizualnog stila, glazbe i ideja“. Raphael See je na siteu Themanime.org također hvalio film: „Dizajn i animacija su nevjerojatni. Ovdje ćete naći neke krasne specijalne efekte i vizualne trikove. Animacija je glatka, fluidna a dizajn oštar i pun ugođaja. Građevine, grad, te osvjetljenja su posebno dobra, kao i kompjuterske grafike. Ovaj film troši puno vremena jednostavno nam pokazujući bizarni svijet budućnosti, a ako volite anime ili samo animaciju, bit ćete u raju s ovim ostvarenjem“.

## Vanjske poveznice
- Duh u oklopu u internetskoj bazi filmova IMDb-a
- Recenzije na Rottentomatoes.com
- Službeni site
- Animeacademy.com
- THEManime.org